# Michel Frey
Michel Frey (ur. 26 listopada 1973 roku w Aarau) – szwajcarski kierowca wyścigowy.

## Kariera
Frey rozpoczął karierę w wyścigach samochodowych w 2000 roku od startów w Szwajcarskiej Formule 3, gdzie zdobył tytuł wicemistrzowski. W późniejszych latach Szwajcar pojawiał się także w stawce Austriackiej Formuły 3, Niemieckiej Formuły 3, Niemieckiego Pucharu Porsche Carrera, ADAC GT Masters, Le Mans Series, 24-godzinnego wyścigu Le Mans, Intercontinental Le Mans Cup oraz European Le Mans Series, FIA World Endurance Championship.